# Cahit Kırkazak
Cahit Kırkazak (* 1979 in Diyarbakır) ist ein kurdischer Rechtsanwalt, Politiker und 
seit dem 27. August 2023 Ko-Vorsitzender der Halkların Demokratik Partisi (HDP).

## Leben
Kırkazak wurde 1979 in Diyarbakır geboren. Er absolvierte verschiedene Studiengänge: das Adalet Meslek Yüksek Okulu der Universität Ankara, die Fakultät für Wirtschaft und Verwaltungswissenschaften der Anadolu-Universität, die juristische Fakultät der Universität Kocaeli und das Soziologie-Programm der Anadolu-Universität. Derzeit setzt er sein Studium im Masterprogramm für Kurdische Sprache und Kultur an der Artuklu-Universität fort. Zwischen 1998 und 2014 arbeitete Kırkazak als Beamter im öffentlichen Dienst. Seit 2014 ist er als freiberuflicher Rechtsanwalt tätig. 2018 kandidierte er bei den Parlamentswahlen als HDP-Kandidat im zweiten Wahlbezirk von Bursa. Am 27. August 2023 wurde er auf dem 4. außerordentlichen Kongress der HDP zusammen mit Sultan Özcan zum Co-Vorsitzenden der Partei gewählt.